# Mario Fiorentino
Pour les articles homonymes, voir Fiorentino.

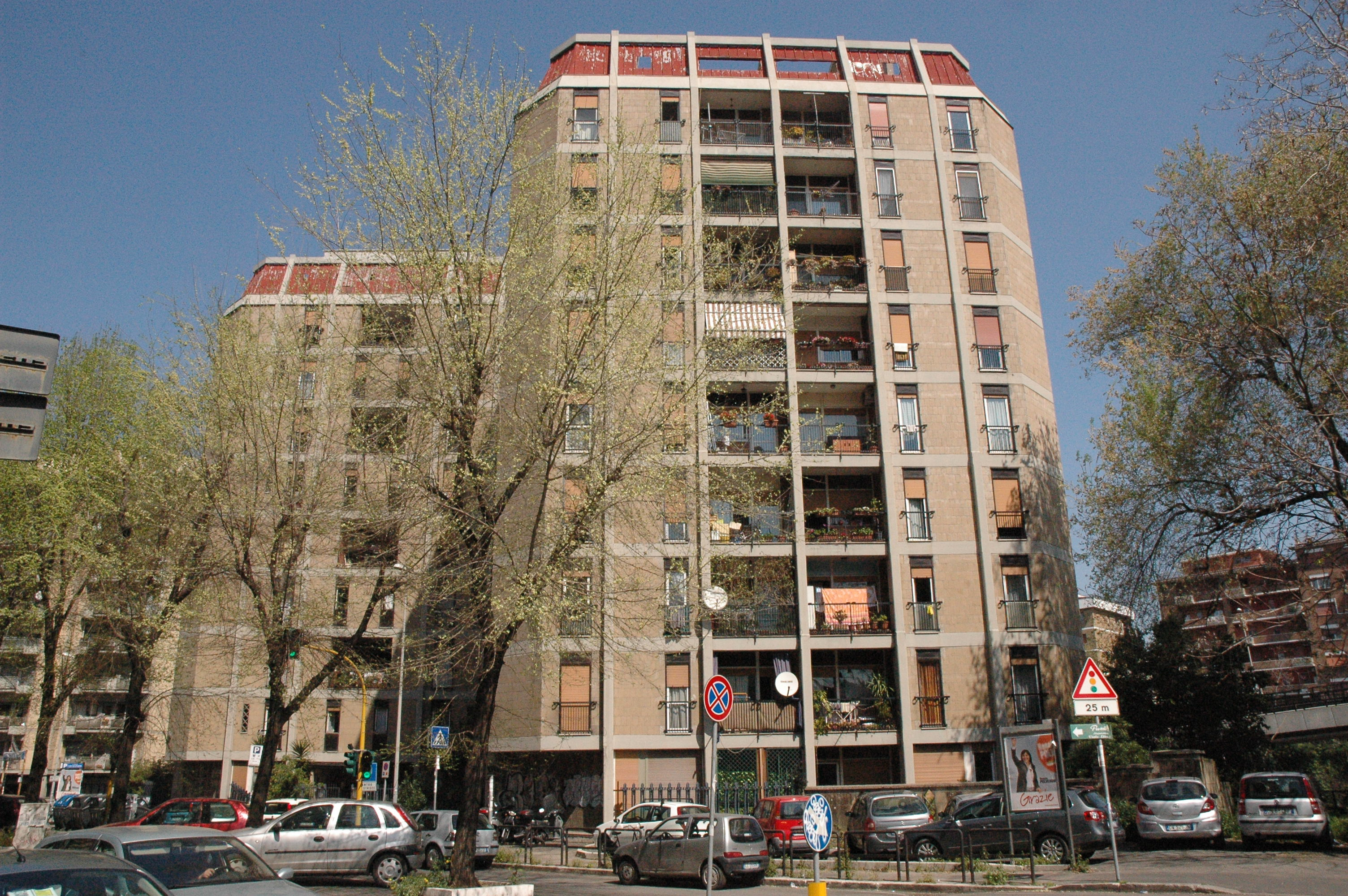
Un immeuble d'habitations à Rome.

Mario Fiorentino (né le 5 juin 1918 à Rome et mort dans la même ville le 25 décembre 1982) est un architecte italien du XXe siècle.

## Biographie
Mario Fiorentino a dirigé durant les années 1970 la construction de l’ensemble du Nuovo Corviale à Rome et, dans la même ville, un mémorial à la mémoire des victimes du massacre des Fosses ardéatines.

## Film
Katharina Copony, Il Palazzo, film documentario, Germania, Austria, ZDF, 2006, 45 min

## Source
- (it) Cet article est partiellement ou en totalité issu de l’article de Wikipédia en italien intitulé « Mario Fiorentino » (voir la liste des auteurs).